# Durhamer Berg
Der Durhamer Berg ist ein 1029 m ü. NHN hoher Berg im Wendelsteingebiet, das zum Mangfallgebirge in den Bayerischen Voralpen gehört.

## Topographie
Der Durhamer Berg bildet den Anfang eines kurzen Höhenzuges südlich oberhalb von Durham, Gemeinde Fischbachau, der im weiteren Verlauf über den Bucher Berg bis zum Breitenstein führt.
Der bewaldete Durhamer Berg ist erst einfach über eine Forststraße von Durham, dann kurz weglos erreichbar.